# Non facciamoci prendere dal panico
Non facciamoci prendere dal panico è stato un programma televisivo italiano trasmesso in prima serata su Rai 1 dal 28 settembre al 2 novembre 2006, con la conduzione di Gianni Morandi.

## Il programma
La trasmissione consisteva in un varietà musicale costruito attorno alla figura del cantante bolognese, con la particolarità di non essere realizzato in uno studio fisso, bensì in modalità itinerante: si svolse nei palasport di Bolzano (28 settembre), Forlì (5 ottobre), Arezzo (12 ottobre), Pesaro (19 ottobre) e Andria (26 ottobre e 2 novembre).
Il conduttore Morandi era affiancato dall'attrice spagnola Esther Ortega, dall'attore italo-americano Paul Sorvino e dal comico Marco Della Noce. L'orchestra era diretta da Celso Valli.
Lo show prevedeva, oltre alle performance musicali di Morandi con i suoi ospiti (tra i quali Massimo Ranieri, esibitosi in duetto con Morandi per la prima volta dopo 40 anni di carriera), i duetti impossibili (del protagonista insieme a colleghi scomparsi, realizzati in bianco e nero attraverso l'ausilio di effetti speciali) e le cosiddette ''panic candid'', ovvero delle candid camera ad alto tasso di pericolosità e ferocia che vedono protagonista Morandi in una veste meno abituale e più 'cattiva'.
In ogni puntata, l'apertura è affidata ad una ballad - intitolata proprio Non facciamoci prendere dal panico - sulla quale Morandi si interroga sull'attualità.
Il programma era inizialmente previsto per cinque puntate, poi prolungato a sei.

## Puntate
| Puntata | Messa in onda     | Sede                            | Ospiti                                                                            | Telespettatori | Share  | Fonte         |
| ------- | ----------------- | ------------------------------- | --------------------------------------------------------------------------------- | -------------- | ------ | ------------- |
| 1       | 28 settembre 2006 | Bolzano, Palazzetto dello Sport | Catherine Deneuve, Pupo, Bebe, Souad Massi                                        | 4.896.000      | 21,68% | [ 3 ] [ 4 ]   |
| 2       | 5 ottobre 2006    | Forlì, PalaFiera                | Francesco De Gregori, Paul Anka, Roy Paci & Aretuska, Mariangela Melato           | 4.907.000      | 20,54% | [ 5 ] [ 6 ]   |
| 3       | 12 ottobre 2006   | Arezzo, Centro Affari           | Massimo Ranieri, Paola Cortellesi, Mario Scaccia, Rodrigo y Gabriela              | 5.392.000      | 22,06% | [ 7 ] [ 8 ]   |
| 4       | 19 ottobre 2006   | Pesaro, Adriatic Arena          | Lucio Dalla, Teo Teocoli, Stefania Sandrelli                                      | 5.493.000      | 22,32% | [ 9 ]         |
| 5       | 26 ottobre 2006   | Andria, Palazzetto dello Sport  | Tiziano Ferro, Ivano Fossati, Vincenzo Salemme, Gabriella Germani, Goran Bregović | 4.767.000      | 19,89% | [ 10 ]        |
| 6       | 2 novembre 2006   | Andria, Palazzetto dello Sport  | Claudio Baglioni, Teo Teocoli, Zero Assoluto, Eva Robin's                         | 5.084.000      | 21,11% | [ 11 ] [ 12 ] |